# Bico-grossudo
O bico-grossudo (Coccothraustes coccothraustes) é uma ave da família Fringillidae. Possui um bico muito forte, sendo por isso conhecido popularmente também pelo nome de "trinca-pinhão". Carlos Lineu, em 1758, foi o primeiro a descrever esta espécie para a ciência.

## Características
Sigiloso e difícil de observar, é um dos maiores, mais robustos e compactos fringilídeos. De cor parda alaranjada, tem uma característica faixa negra, e asas de colorido heterogéneo e escuro onde sobressai uma franja branca e a cor azul das pontas. Vive em bosques caducifólios, onde se alimenta principalmente das sementes duras que abre com o forte bico.

## Distribuição geográfica
Distribui-se por quase toda a Europa, pela Ásia, até à China e ao Japão e ainda por certas zonas do Norte de África. Em Portugal pode ser observado durante todo o ano.

## Subespécies
São reconhecidas 6 subespécies:
- C. c. coccothraustes - Europa (exceto o sueste) e Ásia até à Mongólia
- C. c. nigricans - sueste da Europa e sudoeste da Ásia até ao Cáucaso e ao Irão
- C. c. buvryi - noroeste de África
- C. c. schulpini - leste da Sibéria e Manchúria
- C. c. japonicus - Japão e extremo leste da Sibéria (península de Kamchatka)
- C. c. humii - Ásia central, abrangendo o leste do Afeganistão e algumas montanhas da China.